# Liga del Fútbol Profesional Boliviano 1992
La Liga del Fútbol Profesional Boliviano 1992 è stata la 16ª edizione della massima serie calcistica della Bolivia, ed è stata vinta dal Bolívar.

## Formula
Il campionato cambia nuovamente formula: la prima parte si svolge in girone unico. La seconda è invece divisa in due fasi: il Cuadrangular e l'Octogonal. Entrambi i gironi qualificano il vincitore alla finale del secondo torneo.

## Primo torneo

### Prima fase
| Pos. | Squadra           | Pt | G  | V  | N  | P  | GF | GS | DR  |
| ---- | ----------------- | -- | -- | -- | -- | -- | -- | -- | --- |
| 1.   | Bolívar           | 48 | 30 | 19 | 10 | 1  | 74 | 15 | +59 |
| 2.   | San José          | 45 | 30 | 18 | 9  | 3  | 60 | 21 | +39 |
| 3.   | The Strongest     | 41 | 30 | 17 | 7  | 6  | 60 | 29 | +21 |
| 4.   | Oriente Petrolero | 36 | 30 | 14 | 8  | 8  | 47 | 34 | +13 |
| 5.   | Wilstermann       | 34 | 30 | 15 | 4  | 11 | 54 | 44 | +10 |
| 6.   | Ind. Petrolero    | 32 | 30 | 12 | 8  | 10 | 28 | 30 | -2  |
| 7.   | Deportivo Lítoral | 31 | 30 | 12 | 7  | 11 | 44 | 36 | +8  |
| 7.   | Ciclón            | 31 | 30 | 11 | 9  | 10 | 47 | 40 | +7  |
| 7.   | Destroyers        | 31 | 30 | 13 | 5  | 12 | 43 | 41 | +2  |
| 10.  | Blooming          | 29 | 30 | 12 | 5  | 13 | 48 | 44 | +4  |
| 11.  | Petrolero         | 25 | 30 | 8  | 9  | 13 | 45 | 67 | -12 |
| 12.  | Univ. Potosí      | 23 | 30 | 7  | 9  | 14 | 39 | 55 | -16 |
| 13.  | Orcobol           | 21 | 30 | 8  | 5  | 17 | 36 | 59 | -23 |
| 14.  | Chaco Petrolero   | 18 | 30 | 7  | 4  | 19 | 43 | 74 | -31 |
| 14.  | Real Santa Cruz   | 18 | 30 | 6  | 6  | 18 | 26 | 58 | -32 |
| 16.  | Real Beni         | 17 | 30 | 6  | 5  | 19 | 18 | 65 | -47 |

## Secondo torneo

### Cuadrangular
| Pos. | Squadra           | Pt | G | V | N | P | GF | GS | DR |
| ---- | ----------------- | -- | - | - | - | - | -- | -- | -- |
| 1.   | San José          | 8  | 6 | 3 | 2 | 1 | 10 | 5  | +5 |
| 2.   | Oriente Petrolero | 6  | 6 | 2 | 2 | 2 | 7  | 12 | -5 |
| 3.   | Bolívar           | 5  | 6 | 1 | 3 | 2 | 5  | 6  | -1 |
| 3.   | The Strongest     | 5  | 6 | 2 | 1 | 3 | 7  | 6  | +1 |

### Octogonal

#### Serie A
| Pos. | Squadra     | Pt | G | V | N | P | GF | GS | DR |
| ---- | ----------- | -- | - | - | - | - | -- | -- | -- |
| 1.   | Bolívar     | 8  | 6 | 3 | 2 | 1 | 11 | 7  | +4 |
| 2.   | Wilstermann | 7  | 6 | 3 | 1 | 2 | 13 | 11 | +2 |
| 3.   | Blooming    | 5  | 6 | 2 | 1 | 3 | 10 | 14 | -4 |
| 4.   | San José    | 5  | 6 | 1 | 2 | 3 | 10 | 12 | -2 |

#### Serie B
| Pos. | Squadra           | Pt | G | V | N | P | GF | GS | DR  |
| ---- | ----------------- | -- | - | - | - | - | -- | -- | --- |
| 1.   | Destroyers        | 8  | 6 | 3 | 2 | 1 | 8  | 4  | +4  |
| 2.   | Oriente Petrolero | 7  | 6 | 2 | 3 | 1 | 12 | 9  | +3  |
| 3.   | The Strongest     | 6  | 6 | 3 | 0 | 3 | 14 | 8  | +6  |
| 4.   | Petrolero         | 3  | 6 | 1 | 1 | 4 | 8  | 21 | -13 |

#### Semifinali

##### Andata
| Arbitro: | Aliaga |

|                     |           |  |
| Gonzales 51’ (rig.) | Marcatori |  |

| Arbitro: | Rossel |

|                                  |           |                 |
| Díaz 26’, 66’ Lazcano 84’ (rig.) | Marcatori | 70’, 80’ Ávalos |

##### Ritorno
| Arbitro: | Rossel |

|                                                     |           |  |
| I. Castillo 63’ Etcheverry 72’ Hirano 81’ Soria 83’ | Marcatori |  |

| Arbitro: | R. Ortubé |

|             |                      |   |
| Ramallo 35’ | Marcatori            |   |
| –           | Tiri di rigore 4 – 5 | – |

#### Finale

##### Andata
| Cochabamba 23 dicembre 1992, ore 20:30 | Wilstermann | 0 – 0 referto | Bolívar | Estadio Félix Capriles\| Arbitro: \| Antequera \| |
| Arbitro:                               | Antequera   |               |         |                                                   |

#### Ritorno
| Arbitro: | Saucedo |

|                                |           |                         |
| Etcheverry 24’, 29’ Hirano 70’ | Marcatori | 5’ Cossio 80’ Rodríguez |

### Finale del secondo torneo

#### Andata
| Arbitro: | P. Peña |

|                                                             |           |             |
| Sandy 23’, 70’ Baldivieso 24’ Borja 35’, 89’ Etcheverry 62’ | Marcatori | 39’ Á. Peña |

#### Ritorno
| Arbitro: | Saucedo |

|          |           |                                |
| Peña 16’ | Marcatori | 44’ Baldivieso 49’, 84’ Hirano |

## Verdetti
- Bolívar campione nazionale
- Bolívar e San José in Coppa Libertadores 1993

## Classifica marcatori
| Gol |  |  | Giocatore             | Squadra         |
| --- |  |  | --------------------- | --------------- |
| 29  |  |  | Álvaro Peña           | San José        |
| 23  |  |  | Gabriel Díaz Quintana | Wilstermann     |
| 22  |  |  | Carlos Fernando Borja | Bolívar         |
| 21  |  |  | Arturo García Yale    | Wilstermann     |
| 21  |  |  | Jorge Hirano          | Bolívar         |
| 21  |  |  | Walter Maladot        | Univ. Potosí    |
| 20  |  |  | Jason                 | The Strongest   |
| 17  |  |  | Jaime Moreno          | Blooming        |
| 16  |  |  | Hebert Arandia        | Blooming        |
| 16  |  |  | Serafín Gareca        | Chaco Petrolero |
| 15  |  |  | Luis Ramallo          | Destroyers      |
| 15  |  |  | Johnny Villarroel     | The Strongest   |